# بار-ل-رگولیه
بار-ل-رگولیه (به فرانسوی: Bard-le-Régulier) یک کمون در فرانسه با جمعیت ۶۷ نفر است که در Canton of Liernais واقع شده‌است.